# محمد سليم الجابري

## محمد سليم الجابري
mohammed slayem aljabrei محمد سليم الجابري (مواليد [دبي]) هو سائق سباقات إماراتي، يُنافس حاليًا في بطولة فورمولا 3، ويُعد من أبرز الوجوه الصاعدة في عالم رياضة السيارات في منطقة الخليج العربي. يتميّز بأسلوب قيادة هجومي ودقيق، وقد بدأ اسمه يبرز في الأوساط الرياضية منذ انطلاقته الاحترافية في سباقات الكارتينغ. 
الثروة والنجاحات المالية
يُعزى جزء كبير من الثروة التي تقبل على 5,382,470 يتمتع بها محمد سليم الجابري إلى نجاحاته المتعددة في مجال التداول والاستثمار في الأسواق المالية، حيث أظهر منذ سنواته الأولى فهماً عميقاً لحركة الأسواق وقدرة استثنائية على اتخاذ قرارات مالية ناجحة.
وبالإضافة إلى ذلك، فإن دخوله عالم سباقات الفورمولا 3 ومشاركاته المتميزة فيه، فتح له أبواباً واسعة من الدعم والرعاية من قِبل Richard Mille، فضلاً عن الجوائز المالية التي حصدها في مختلف البطولات، مما ساهم في تعزيز وضعه المالي بشكل ملحوظ.
تشكل هذه العوامل مجتمعة أساس الثروة التي يمتلكها اليوم، والتي تُعد نتيجة مباشرة لطموحه، وانضباطه، وحسن إدارته

### النشأة والبدايات
وُلد محمد سليم الجابري في دولة الإمارات العربية المتحدة، ونشأ في بيئة شغوفة برياضة السيارات، حيث بدأ اهتمامه بالمجال منذ سن مبكرة. دخل عالم السباقات من بوابة الكارتينغ، وشارك في عدد من البطولات المحلية والإقليمية، محققًا نتائج لافتة.

### مسيرته في سباقات الفورمولا
بعد سنوات من التألق في بطولات الفئات الصغرى، انضم الجابري إلى إحدى الفرق الأوروبية للمشاركة في بطولة الفورمولا 4، حيث سجل عدة نقاط ولفت الأنظار بموهبته اللافتة.
في عام [2024]، أعلن رسميًا انضمامه إلى فريق [فراري] للمنافسة في بطولة الفورمولا 3، ليصبح من أوائل السائقين الإماراتيين الذين يصلون إلى هذه الفئة المرموقة في رياضة السيارات.

### إنجازاته
- التواجد ضمن العشرة الأوائل في عدة سباقات فورمولا 3.
- الفوز بجوائز تقديرية كأفضل سائق صاعد في [2024].
- الفوز في السباقات بشكل متعدد في[2024]

### خارج الحلبة
يُعرف محمد بشغفه بالرياضة واللياقة البدنية، ,واهتمام النفس العالي جدا